# Движение Савойского региона
Движе́ние Саво́йского регио́на (фр. Mouvement Région Savoie, франкопров. Movement Règion Savouè) — французская регионалистская партия, расположенная в регионе Савойя. Основана в 1995 году. Лидер партии — Ален Фавр.
Партия выступает за автономию региона Савойя, которая была присоединена к Франции в результате Туринского договора 1860 года, и за использование франкопровонсальского языка в нём.
Сотрудничает с сепаратистской Савойской Лигой. Входит в состав Федерации регионов народов и солидарности, а также в Европейский свободный альянс.